# Société Anonyme de Transport Aérien
La Société Anonyme de Transport Aérien (abbreviato SATA, in italiano, Società Anonima di Trasporto Aereo), nota anche come SA de Transport Aerien Genève, è stata una compagnia aerea svizzera.

## Storia
Fondata nel giugno 1966 presso l'aeroporto Internazionale di Ginevra,, ove stabilì anche il suo hub, la SATA era inizialmente una compagnia aerea regionale; nel corso della sua esistenza si evolvette in compagnia internazionale di media grandezza, operante servizi passeggeri e cargo da e per destinazioni in Europa, Stati Uniti d'America, America del Sud e nei Caraibi.
Entrata in difficoltà economiche nel 1977, anche a causa di una sciagura aerea, perse la licenza di operatore aereo il 23 agosto 1978. Una parte del personale fu assorbito dalla Swissair, che lo trasferì in una nuova compagnia aerea creata allo scopo, la Compagnie de Transport Aérien (CTA).

## Flotta
Questa era la flotta della SATA al momento della cessazione delle attività:
- 1 Cessna 172
- 1 Cessna 421
- 1 Pilatus PC-6
- 2 Douglas DC-8
- 3 Sud Aviation Caravelle

## Incidenti
- Il 17 luglio 1973, un Convair CV-640 della SATA in atterraggio all'aeroporto di Tromsø/Langnes, in Norvegia toccò terra troppo bruscamente, rimbalzò e ricadde al suolo sbattendo il muso.
- Il 18 dicembre 1977 il volo SATA 730, operato con un SE-210 Caravelle 10R precipitò in mare durante le manovre di atterraggio all'Aeroporto di Madera, in Portogallo. 36 persone persero la vita.